# Хадсон, Хью
Хью Хадсон (англ. Hugh Hudson; 25 августа 1936, Вест-Энд — 10 февраля 2023, Хаммерсмит и Фулем, Большой Лондон) — британский кинорежиссёр, продюсер и сценарист.

## Биография
Свою карьеру в кинематографе начал в Париже, где работал монтажёром. Набравшись опыта, вернулся в Лондон, где стал одним из руководителей компании документальных фильмов. Сначала ставил документальные, короткометражные и телевизионные фильмы. Прорывом в большой кинематограф стала лента «Огненные колесницы». Картина завоевала две премии Каннского кинофестиваля (1981), четыре премии «Оскар», в том числе в категории «Лучший фильм» (1982), три премии BAFTA (1982) и множество других наград, также запомнилась многочисленным зрителям инструментальной темой греческого композитора Вангелиса, которая обошла первые строчки хит-парадов всего мира, включая американский. Оставаясь высоким профессионалом, снимал успешные коммерческие картины, завоёвывавшие награды на кинофестивалях. Был членом и председателем жюри многих кинофестивалей в мире.

## Избранная фильмография
- 1967 — Черепаха и заяц (к/м)
- 1981 — Огненные колесницы
- 1984 — Грейстоук: Легенда о Тарзане, повелителе обезьян
- 1985 — Революция
- 1989 — Заблудшие ангелы
- 1995 — Люмьер и компания
- 1999 — Моя весёлая жизнь
- 2000 — Я мечтала об Африке
- 2016 — Альтамира

## Награды
- 1981: Cannes Golden Palm — nomination — Chariots of Fire
- 1981: Toronto Audience Award — Chariots of Fire
- 1982: Academy Awards — Chariots of Fire — Best Picture; nomination as Best Director and 6 others
- 1982: Golden Globe — Best Foreign Film
- 1982: BAFTA — Best Picture. Chariots of Fire
- 1985. Academy Awards 4 Nominations — supporting actor. script. make up fxs.
- 1985: BFI — Technical achievement award — Greystoke
- 1985: Cesar Awards — nomination, Best Foreign Film — Greystoke
- 1985: Venice Film Festival Lion d’Or — nomination — Greystoke
- 1986: Golden Raspberry Award — Revolution — nomination as Worst Director
- 1989: Palme d’Or at Cannes Film Festival — nomination, Lost Angels
- 2000: Cannes Festival 2000 — nominated closing film — I Dreamed of Africa
- 2005: Taormina Festival — award for Cinematic Art
- 2007: Cairo Film Festival — Silver Pyramid Award
- 2009 Prague Film Festival — Special award for contribution to cinematic art
- 2014 Bulgaria Sofia Film Festival . Award for contribution to cinema.
- 2017 Serbia Film Festival — Victor award for cinematic art.